# Ирска на Европском првенству у атлетици у дворани 2017.
Ирска је учествовала на 34. Европском првенству у дворани 2017 одржаном у Београду, Србија, од 3. до 5. марта. Ово је 25. Европско првенство у атлетици у дворани од његовог оснивања 1970. године на којем је Ирска учествовала. Репрезентацију Ирске представљало је 10. спортиста (5 мушкараца и 5 жена) који су се такмичили у 8 дисциплина (5 мушких и 3 женске).
На овом првенству представници Ирске нису освојили медаљу нити су остварили неки резултат.

## Учесници
| Мушкарци: - Брајан Греган — 400 м - Зак Куран — 800 м - Џон Траверс — 1.500 м - Томас Котер — 3.000 м - Бен Рејнолдс — 60 м препоне | Жене: - Ciara Neville — 60 м - Фил Хили — 60 м, 400 м - Синеад Дени — 400 м - Кјара Магеан — 1.500 м - Кери О'Флахерти — 1.500 м |  |

## Резултати

### Мушкарци
| Атлетичар     | Дисциплина   | Лични рекорд | Квалификације   | Квалификације   | Полуфинале           | Полуфинале           | Финале               | Финале       | Детаљи |
| Атлетичар     | Дисциплина   | Лични рекорд | Резултат        | Место           | Резултат             | Место                | Резултат             | Место        | Детаљи |
| ------------- | ------------ | ------------ | --------------- | --------------- | -------------------- | -------------------- | -------------------- | ------------ | ------ |
| Брајан Греган | 400 м        | 46,07        | 47,62 КВ        | 2. у гр. 2      | 48,08                | 6. у гр. 1           | није се квалификовао | 12 / 24 (28) |        |
| Зак Куран     | 800 м        | 1:48,43      | 1:50,87         | 4. у гр. 2      | Није се квалификовао | Није се квалификовао | Није се квалификовао | 18 / 24      |        |
| Џон Траверс   | 1.500 м      | 3:41,37      | 3:59,72 кв      | 7. у гр. 2      |                      |                      | 3:53,11              | 11 / 22      |        |
| Томас Котер   | 3.000 м      | 7:56,17      | Дисквалификован | Дисквалификован | није се квалификовао | није се квалификовао |                      |              |        |
| Бен Рејнолдс  | 60 м препоне | 7,73         | 7,81            | 6. у гр. 1      | није се квалификовао | није се квалификовао | није се квалификовао | 17 / 20 (24) |        |

### Жене
| Атлетичарка     | Дисциплина | Лични рекорд | Квалификације | Квалификације | Полуфинале            | Полуфинале            | Финале                | Финале             | Детаљи |
| Атлетичарка     | Дисциплина | Лични рекорд | Резултат      | Место         | Резултат              | Место                 | Резултат              | Место              | Детаљи |
| --------------- | ---------- | ------------ | ------------- | ------------- | --------------------- | --------------------- | --------------------- | ------------------ | ------ |
| Ciara Neville   | 60 м       | 7,30 НР      | 7,46 КВ       | 4. у гр. 3    | 7,49                  | 8. у гр. 1            | нису се квалификовале | 23 / 24            |        |
| Фил Хили        | 60 м       | 7,31         | 7,39 КВ       | 4. у гр. 1    | 7,40                  | 6. у гр. 2            | нису се квалификовале | 14 / 24            |        |
| Фил Хили        | 400 м      | 53,49        | 54,80         | 4. у гр. 5    | нису се квалификовале | нису се квалификовале | нису се квалификовале | 26 / 29 (31)       |        |
| Синеад Дени     | 400 м      | 53,57        | 54,20         | 4. у гр. 1    | нису се квалификовале | нису се квалификовале | нису се квалификовале | 20 / 29 (31)       |        |
| Кјара Магеан    | 1.500 м    | 4:08,66 НР   | 4:12,81 кв    | 4. у гр. 2    |                       |                       | није завршила трку    | није завршила трку |        |
| Кери О'Флахерти | 1.500 м    | 4:14,63      | 4:23,82       | 6. у гр. 3    | није се квалификовала | 18 / 19               |                       |                    |        |